# Hard-Fi
O  Hard-Fi é uma banda inglesa de rock alternativo, com uma posição suburbana que influencia significativamente seu estilo e expressões musicais.
As letras de suas primeiras canções geralmente giram em torno dos temas da falta de dinheiro e críticas a Tony Blair, primeiro-ministro do Reino Unido entre 1997 e 2007.

## História
Stars of the CCTV foi gravado em 2004, bancado pela própria banda, ao custo de 300 libras. Uma estreia histórica (lançado primeiro de forma independente, pela Another Necessary Record) pelo preço de um DVD.
O disco foi relançado na Inglaterra (já pela Warner) dias antes dos atentados em Londres. E explodiu por toda parte. Fazendo jus ao hype em torno da banda, Stars of the CCTV foi para o topo da parada e rendeu ao Hard-Fi duas indicações ao Mercury Awards. 
Formado a partir da frustração do vocalista e letrista Richard Archer em morar em Staines, cidade satélite nos arredores de Londres, ele é o retrato da juventude britânica em tempos de Tony Blair, da mesma forma que Clash e The Specials, influências assumidas. 
Lá estão descritos desde a irritação com a falta de dinheiro (‘Cash Machine’) à saudade de amigos que foram lutar uma guerra perdida (‘Middle Eastern Holiday’).
Vale ressaltar que Archer sempre diz que o Hard-Fi não é uma banda de rock, mas uma banda de tudo: house, rock, ska, dub, pop, o que for. Segundo ele, ‘Hard to Beat’ é um tributo ao Daft Punk, uma espécie de ‘Music Sounds Better With You’ com guitarras. 
Não por acaso o grupo foi recentemente capa da revista ‘Mixmag’, que é dedicada à cena clubber e aos sons eletrônicos. O Hard-Fi cai bem num palco ou numa pista. ‘O Clash para dançar’, proclamou a ‘Mixmag’. 
Seu disco de estreia chegou ao Brasil com mais de um ano de atraso. Stars of the CCTV foi lançado no Reino Unido em abril de 2005. 
O Hard-Fi lançou no dia 3 de setembro de 2007 Once Upon A Time In The West. O sucessor de Stars Of CCTV é composto por onze faixas, entre elas "Suburban Knights". A primeira faixa do CD, foi lançada no dia 20 de agosto em single e segundo single "Can't Get Along (Without You)" foi lançado em novembro do mesmo ano.

## Discografia

### Álbuns de originais
| Álbum                        | Data de Lançamento    |
| ---------------------------- | --------------------- |
| Stars of CCTV                | 4 de julho de 2005    |
| Once Upon A Time In The West | 3 de setembro de 2007 |
| Killer Sounds                | 19 de agosto de 2011  |

### Álbuns compilatórios
| Álbum               | Data de Lançamento    |
| ------------------- | --------------------- |
| Best of 2004 - 2014 | 27 de janeiro de 2014 |

### Álbuns e DVD ao vivo
| Álbum                        | Data de Lançamento    |
| ---------------------------- | --------------------- |
| In Operation                 | 8 de maio de 2006     |
| Once Upon A Time In December | 5 de dezembro de 2007 |